# Пэйн, Джон Бартон
Джон Бартон Пэйн (англ. John Barton Payne; 26 января 1855, Прунтитаун, округ Тейлор, штат Западная Вирджиния — 24 января 1935, Вашингтон, округ Колумбия) — американский юрист, политик, государственный деятель, 27-й министр внутренних дел США (1920—1921). Деятель международного движения Красного Креста. Президент Лиги обществ Красного Креста (ныне Международной федерации обществ Красного Креста и Красного Полумесяца Международной федерации обществ Красного Креста и Красного Полумесяца с 1922 по 1935 год.

## Биография
Сын фермера. В 1876 году был принят в ассоциацию адвокатов Западной Вирджинии. Спустя пять лет Пейн занялся политической деятельностью, был избран председателем отделения Демократической партии округа Престон. После переезда в Чикаго был избран местным судьей (1893). После отставки с этой должности в 1898 году Пейн стал старшим партнером в частной юридической фирме.
С началом Первой мировой войны отправился в Вашингтон, где работал консультантом в Корпорации торгового флота и железнодорожной администрации США. Участвовал в организации перехода железнодорожной системы в Соединенных Штатах после войны в государственную собственность.
С 1919 до 1920 года работал председателем Совета по морским перевозкам США.
С 15 марта 1920 до 4 марта 1921 года занимал пост министра внутренних дел США при президенте Вудро Вильсоне.
С октября 1921 года до своей смерти Пейн был председателем Американского Красного Креста.
В 1922 году он сменил Генри Дависона (Henry Davison) на посту председателя Лиги обществ Красного Креста, основанной в 1919 году. В центре его работы в Американском Красном Кресте было содействие волонтёрам и профессионализация работы Красного Креста за счёт увеличения занятости штатных сотрудников. Также организовал расширение деятельности Американского Красного Креста в международных миссиях по оказанию помощи и в области повышения благосостояния во время Великой депрессии.
В 1919 году пожертвовал 50 художественных полотен и 100 000 долларов на создание музея изобразительных искусств в Ричмонде. Пейн в сотрудничестве с губернатором Вирджинии Джоном Поллардом и Управлением общественных работ США обеспечили в 1932 году создание Виргинского музея изобразительных искусств.
Умер в 1935 году от пневмонии после операции по удалению аппендицита.

## Память
- В годы Второй мировой войны его именем был назнан транспорт типа «Либерти» SS John Barton Payne